# Ла-Вильтель
Ла-Вильте́ль (фр. La Villetelle, окс. La Vialatèla) — коммуна во Франции, находится в регионе Лимузен. Департамент коммуны — Крёз. Входит в состав кантона Крок. Округ коммуны — Обюссон.
Код INSEE коммуны — 23266.

## Население
Население коммуны на 2010 год составляло 164 человека.
| 1962 | 1968 | 1975 | 1982 | 1990 | 1999 | 2010 |
| ---- | ---- | ---- | ---- | ---- | ---- | ---- |
| 295  | 265  | 224  | 193  | 188  | 171  | 164  |

## Экономика
В 2010 году среди 98 человек трудоспособного возраста (15—64 лет) 63 были экономически активными, 35 — неактивными (показатель активности — 64,3 %, в 1999 году было 63,2 %). Из 63 активных жителей работали 60 человек (34 мужчины и 26 женщин), безработных было 3 (3 мужчин и 0 женщин). Среди 35 неактивных 3 человека были учениками или студентами, 22 — пенсионерами, 10 были неактивными по другим причинам.